# Diporiphora nobbi
Espèce
Synonymes
- Amphibolurus nobbi Witten, 1972
- Amphibolurus nobbi coggeri Witten, 1972
- Wittenagama parnabyi Wells & Wellington, 1985

Diporiphora nobbi est une espèce de sauriens de la famille des Agamidae.

## Répartition
Cette espèce est endémique d'Australie. Elle se rencontre au Queensland, en Nouvelle-Galles du Sud, en Australie-Méridionale et au Victoria.

## Publication originale
- Witten, 1972 : A new species of Amphibolurus from eastern Australia. Herpetologica, vol. 28, p. 191-195.